# Begonia albomaculata
Begonia acetosa é uma espécie de Begonia.